# Cmentarz wojenny nr 364 – Kasina Wielka
Cmentarz wojenny nr 364 – Kasina Wielka – austriacki cmentarz wojenny z okresu I wojny światowej wybudowany przez Oddział Grobów Wojennych C. i K. Komendantury Wojskowej w Krakowie i znajdujący się na terenie jego okręgu X Limanowa.
Ten niewielki (110 m²) cmentarz znajduje się we wschodniej części  miejscowości Kasina Wielka, obok  stacji kolejowej, na zachodnim stoku  Śnieżnicy.

Ma kształt kwadratu. Pośrodku znajduje się pomnik, w formie obelisku, wykonany z kamienia. Wokół niego ułożone są symetrycznie groby. Cmentarz jest ogrodzony i obsadzony dookoła brzozami.
Pochowano na nim 20 żołnierzy austro-węgierskich oraz 1 żołnierza niemieckiego, poległych w grudniu 1914 r.
Cmentarz projektował Gustaw Ludwig. Obecnie, po kilku remontach, podczas których doszło do licznych błędów, obiekt ma wygląd znacznie odległy od oryginału - na cmentarzu umieszczono krzyże typu "rosyjskiego" (podwójne – prawosławne), mimo iż żołnierze rosyjscy nie są tam pochowani. Pomieszano również tabliczki – na krzyżach "rosyjskich" znajdują się imiona i nazwiska żołnierzy austriackich, podobnie na jedynym krzyżu typu "niemieckiego" znajduje się tabliczka żołnierza austriackiego (widać to również na ilustracji zamieszczonej w tym artykule).